# 아가메데스
아가메데스(Agamedes)는 그리스 신화에 나오는 오르코메노스의 왕 에르기노스의 아들이다. 트로포니오스와는 배다른 형제인데, 형제 모두가 건축과 토목 기술에 뛰어났다. 이들은 알크메네의 초야의 침방, 델포이의 신전, 만티네이아에서 테게아로 가는 길가에 있던 포세이돈의 신전, 보이오티아의 히리아왕 히리에우스의 보고 등을 지었다. 이 보고를 지을 때 이들은 돌 하나를 마음대로 빼내고 끼울 수 있도록 만들어, 그후 보고 안에 자주 드나들면서 보물을 훔쳐냈다. 왕이 눈치를 채고 다이달로스의 권유에 따라 덫을 놓았는데, 그 사실을 모른 아가메데스가 덫에 걸려들었다. 그때 배다른 형제 트로포니오스는 아가메데스의 목을 잘라 누구인지 알아볼 수 없도록 한 다음 도망쳤는데, 갑자기 땅이 갈라지면서 그마저도 땅속으로 삼켜져 버렸다고 전한다.